# Bazzania mutans
Bazzania mutans là một loài rêu tản trong họ Lepidoziaceae. Loài này được (Herzog) O. Yano miêu tả khoa học lần đầu tiên năm 1984.